# Солодов, Владимир Викторович
 Владимир Викторович Солодов (род. 26 июля 1982, Москва) — российский государственный деятель. Губернатор Камчатского края с 21 сентября 2020 (врио 3 апреля — 21 сентября 2020).
Председатель правительства Республики Саха (Якутия) (2018—2020). Кандидат политических наук (2007). Из-за поддержки вторжения России на Украину и причастности к незаконной депортации украинских детей находится под санкциями всех стран Евросоюза, США и Украины.

## Биография
Родился 26 июля 1982 года в Москве.
В 2002 году прошел обучение в Институте политических наук в Париже, Франция (Institut de Sciences Politiques de Paris).
В 2004 году окончил факультет государственного управления Московского государственного университета.
В 2004—2007 годах обучался в аспирантуре МГУ им. Ломоносова.
В 2007 году защитил диссертацию на тему «Электронное правительство как инструмент трансформации государственного управления». Кандидат политических наук.
С 2005 по 2013 году занимался преподавательской и научной деятельностью на Факультете государственного управления МГУ. Прошёл путь от ассистента до доцента кафедры теории и практики управления.
Возглавлял Центр новых технологий государственного управления, занимался экспертной работой и организацией проектной деятельности, разработкой и запуском программ подготовки государственных служащих.
В 2013 году возглавил департамент проектов и практик направления «Молодые профессионалы» АСИ. Отвечал за отбор и сопровождение проектов в области развития профессиональных кадров, принимал участие в запуске программы «Глобальное образование». Также участвовал в организации сессий по разработке проектов для территорий опережающего развития Дальнего Востока.
6 апреля 2015 года назначен заместителем полномочного представителя Президента РФ в Дальневосточном федеральном округе Юрия Трутнева. Курировал вопросы социальной и экономической политики, реализацию общественных проектов и патриотического воспитания.
1 августа 2017 года занял пост Председателя совета директоров Фонда развития Дальнего Востока (учредитель — Внешэкономбанк). В. В. Солодов принимал активное участие в работе по системному повышению привлекательности регионов для инвестиций, снятию административных барьеров действующих и создаваемых предприятий, включая резидентов территорий опережающего социально-экономического развития и свободного порта Владивосток
26 июня 2018 года назначен исполняющим обязанности Председателя Правительства Республики Саха (Якутия).
18 октября 2018 года назначен Председателем Правительства Республики Саха (Якутия).

## Глава Камчатского края
3 апреля 2020 года назначен врио губернатора Камчатского края.
В июле 2020 года в ходе выборов губернатора Камчатского края Владимир Солодов был зарегистрирован как самовыдвиженец. На состоявшихся 13 сентября 2020 года выборах он получил 80,51 % голосов при явке 37,15 % от общего числа зарегистрированных избирателей и таким образом был избран в первом туре. Инаугурация избранного главы Камчатского края состоялась 21 сентября 2020 года.
В августе 2023 года губернатор Камчатского края Владимир Солодов ездил на оккупированные территории Донецкой области и наградил военнослужащих Сопова и Рау. Они выступали в роли «образцово-показательных военнослужащих»: сопровождали губернатора в зону боевых действий, фотографировались с ним. Сопов стал героем видеорепортажа «Известий», а губернатор Солодов лично вручал ему Чебурашку.
Спустя два месяца военнослужащие-контрактники 155-й бригады Морской пехоты Тихоокеанского флота Сопов и Рау совершили страшное преступление, жертвами которого стала семья из 9 человек, среди них двое детей — мальчик Никита и девочка Настя. Официальных комментариев со стороны правительства Камчатского края не последовало.

## Санкции
24 февраля 2023 года Госдепом США Солодов включён в санкционный список лиц причастных к «осуществлению российских операций и агрессии в отношении Украины, а также к незаконному управлению оккупированными украинскими территориями в интересах РФ», в частности за «призыв граждан на войну в Украине». Ранее Солодов был внесён ФБК в список коррупционеров и разжигателей войны, с предложением введения против него международных санкций.
1 апреля 2023 года внесён в санкционный список Украины как «глава государственного органа, осуществлявший поддержку/поощрение/публичное одобрение политики РФ, направленной на проведение военных действий и геноцид гражданского населения в Украине».
23 июня 2023 года Солодов включён в санкционный список всех стран Евросоюза за поддержку действий которые подрывают и угрожают территориальной целостности, суверенитету и независимости Украины, а также за незаконную депортацию украинских детей в Россию:

В качестве губернатора Камчатского края Владимир Солодов способствует незаконной депортации украинских детей. Он содействует незаконной депортации украинских детей в лагеря, расположенные в его регионе. Он является одним из высокопоставленных российских (региональных) руководителей причастных к незаконной депортации украинских детей в Россию. Действия Солодова нарушают права украинских детей, украинский закон и административный регламент Украины.— «Официальный журнал Европейского союза», Брюссель, 23 июня 2023 года
17 июля 2023 года включён в санкционный список Великобритании в ответ на насильственную депортацию Россией украинских детей за причастность к «программе российского правительства по принудительной депортации и перевоспитания украинских детей». По аналогичным причинам находится под санкциями Австралии.

## Личная жизнь
Сумма декларированного дохода за 2019 год составила 9 млн 352 тыс. рублей, супруги — 3 млн 373 тыс. рублей.
Женат, имеет сына. Супруга — Розалия Фаилевна, сын — Трифон.

## Научная деятельность
Автор и соавтор более 30 статей по вопросам государственного управления, в том числе «E-Government и борьба с коррупцией» (2006), «Электронная бюрократия: постбюрократия или сверхбюрократия» (2007), «Мобильные сервисы как инструмент повышения качества государственных услуг» (2009), «Моделирование поведения потребителей» (2012).

## Критика
Владимир Солодов с того времени, как приехал на полуостров Камчатка после назначения исполняющим обязанности губернатора живёт в загородном отеле "Сыпучка". Загородный отель «Сыпучка» был возведен в рамках долгосрочной целевой программы «Развитие внутреннего и въездного туризма в Камчатском крае на 2013-2015 годы». Проект стал единственным объектом в сфере туризма, реализованным за счет краевого бюджета в период губернаторства Владимира Илюхина. На его строительство было потрачено из бюджета края не менее 335 миллионов рублей. Ещё Владимир Илюхин обещал открыть базу для всех желающих, заявлял, что там смогут отдыхать камчатские пенсионеры. Однако этого так и не произошло. Расходы на «Сыпучку» росли, а отдыхают в ней только федеральные и краевые чиновники.
14 сентября, то есть, на следующий же день после оглашения итогов голосования, новый губернатор Камчатки Владимир Солодов внёс в парламент Камчатского края законопроект «О внесении изменений в закон о краевом бюджете на 2020 год и на плановый период на 2021 – 2022 годы».  Из данного документа следует, что планируется увеличение госдолга Камчатки сразу в два раза. При этом одалживаться Солодов планирует не в бюджете, а коммерческих банках. Сумма планируемого кредита – 4 млрд 300 млн рублей.
Губернатор Камчатки Владимир Солодов 01 октября 2020 года объявил о создании «министерства счастья». 
«Я сейчас провожу реформу органов власти Камчатского края, и мы приняли решение создать министерство счастья. Официально полное его название — министерство социального благополучия и семейной политики, но сокращенно это именно про счастье. Мне важно этот переход осуществить, уйти от «министерства обиженных и обездоленных», — сказал Солодов.
В 2020 году в социальных сетях распространилось видео, на котором губернатор Камчатского края Владимир Солодов объявил 35 декабря выходным днём. Сам Владимир Солодов с юмором отреагировал на этот факт, указав, что видео смонтировано из его брифинга и получилось правдоподобным. Солодов отметил, что жители региона будут отдыхать 31 декабря, а постановление об этом он подпишет 14 декабря.

## Награды
- Орден Дружбы (2023)[32];
- Медаль «За укрепление боевого содружества» (Минобороны России, 2024)[33];
- Благодарность Правительства Российской Федерации (2015 год)[34];
- Благодарность Администрации Президента Российской Федерации (2017 год)[35].